# Usser-Hüser
Usser-Hüser är en bergstopp i Schweiz.   Den ligger i kantonen Appenzell Innerrhoden, i den östra delen av landet. Toppen på Usser-Hüser är 1 951 meter över havet.
Terrängen runt Usser-Hüser är bergig. Den högsta punkten i närheten är Altmann, 2 436 meter över havet, 5,5 km väster om Usser-Hüser.
I omgivningarna runt Usser-Hüser förekommer i huvudsak gräsmarker och blandskog.